# 東88街上的那棟房子
《東88街上的那棟房子》（The House on East 88th Street）是貝爾納·韋伯於1962年首次出版的兒童讀物。
這本書是鱷魚萊爾系列的第一本書。故事講述了一個名叫普里姆斯的家庭搬進了曼哈頓上東區的一座古老的維多利亞時代的褐砂石房子，卻發現一隻名叫萊爾的鱷魚住在浴缸裡。起初他們很害怕，但後來他們學會了愛他並接受他進入他們的家庭。
這本書的續集是1965年的《鱷魚萊爾》。在1987年，這書以及1965年的續集被改編成HBO的動畫音樂電視特別節目，動畫導演邁克爾·斯波恩和作曲家查爾斯·斯特勞斯的音樂，名為《鱷魚萊爾：東88街上的那棟房子音樂劇》。這兩本書也是2022年電影《紐約愛音鱷》的基礎。